# Музей Ламу
Музей Ламу (англ. Lamu Museum) открыт в 1984 году в городе Ламу, располагается в Старом городе.

## О музее

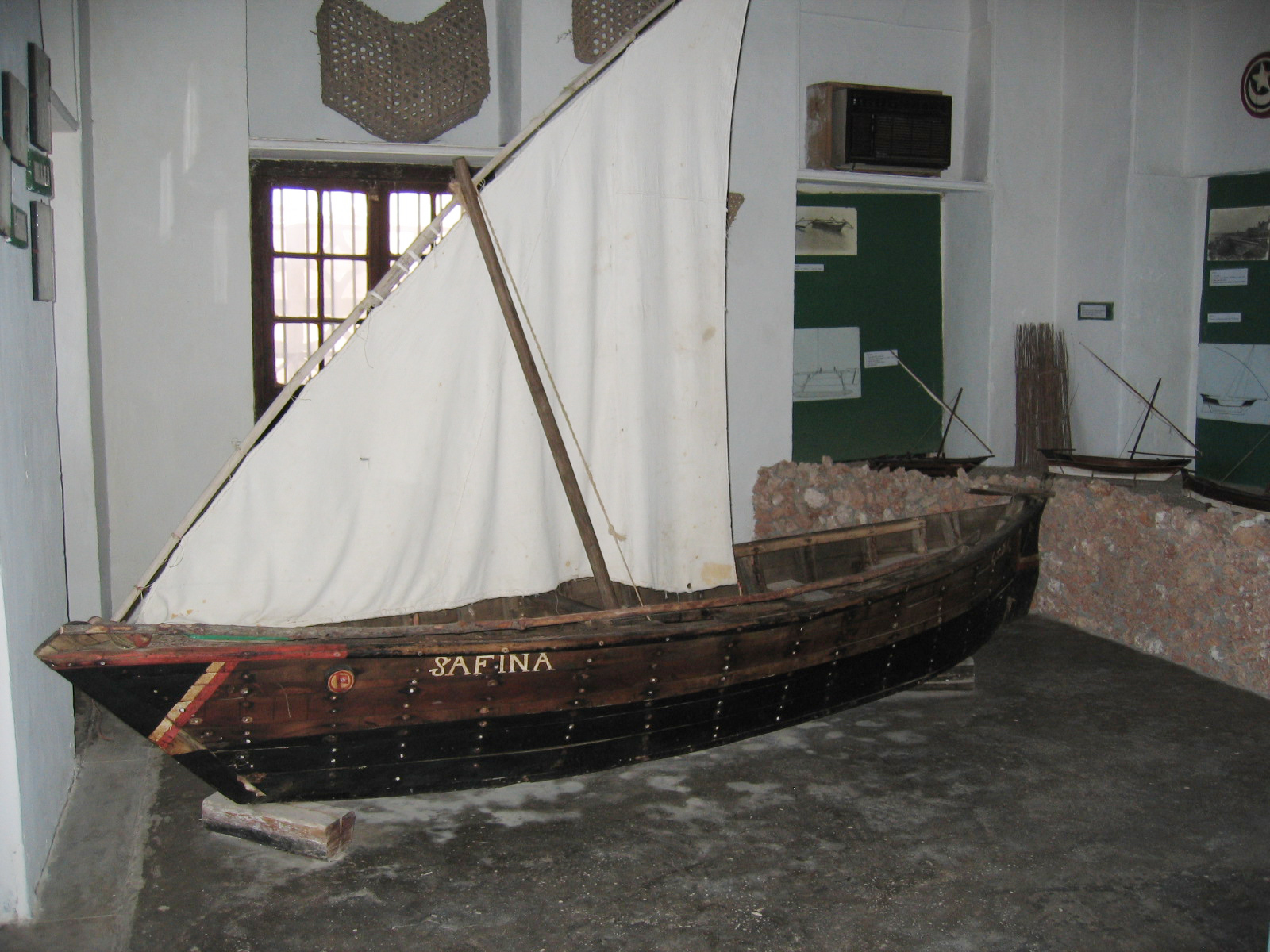
Модель доу в Музее Ламу

Строительство Форта Ламу, в котором располагается музей, началось в 1813 году после победы местных жителей над врагами в битве у Шелы. К 1821 году форт был закончен, и, благодаря его защите, вокруг стала развиваться торговля.
Британская администрация в 1910 году начала использовать форт для содержания заключённых. Тюрьмой он оставался до 1984 года, когда был передан в ведение Национальных музеев Кении. Благодаря помощи Шведского агентства международного развития в форте удалось организовать музей.
На первом этаже расположены экспонаты по трём темам: морская, пресноводная и сухопутная. Значительная часть экспозиции посвящена материальной культуре жителей побережья Кении.
На втором этаже расположились административные помещения, лаборатории, мастерские и ресторан.